# Santuario faunistico di Phu Khieo
Il santuario faunistico di Phu Khieo (Phu Khieo Wildlife Sanctuary) è un'area protetta nel nord-est della Thailandia. Istituito nel 1972, questo santuario dalla superficie di 1560 km² è compreso nel complesso forestale dell'Issan occidentale ed è privo di qualsiasi presenza umana permanente. Il biotopo principale è costituito da una foresta mista di alberi a foglie perenni.
La riserva è abitata da numerosi mammiferi, quali l'elefante asiatico, il gaur, il sambar, il muntjak, la tigre e il cuon. È possibile che in queste foreste sopravviva ancora il rinoceronte di Sumatra.